# Dendropsophus bogerti
Dendropsophus bogerti là một loài ếch thuộc họ Nhái bén.
Đây là loài đặc hữu của Colombia.
Môi trường sống tự nhiên của chúng là vùng núi ẩm nhiệt đới hoặc cận nhiệt đới, đầm nước ngọt, đầm nước ngọt có nước theo mùa, đất canh tác, vùng đồng cỏ, các đồn điền, vườn nông thôn, các vùng đô thị, rừng thoái hóa nghiêm trọng, ao, và đất có tưới tiêu.

## Hình ảnh

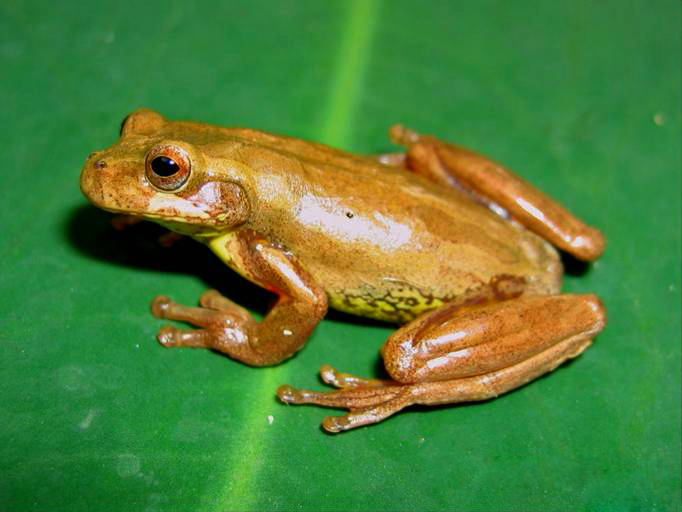
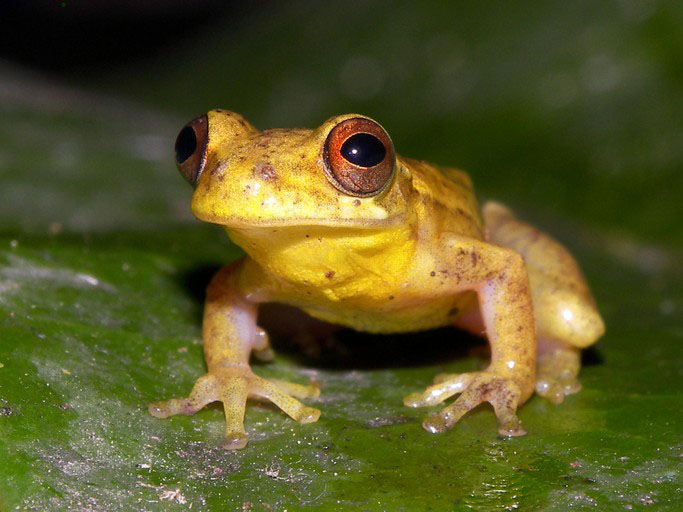